# Jeriji
Jeriji is een bestuurslaag in het regentschap Bangka Selatan van de provincie Bangka-Belitung, Indonesië. Jeriji telt 2323 inwoners (volkstelling 2010).